# Holtzheim
Holtzheim é uma comuna francesa na região administrativa de Grande Leste, no departamento Baixo Reno. Estende-se por uma área de 6,9 km². Em 2010 a comuna tinha 3 726 habitantes (densidade: 540 hab./km²).